# Église du monastère de l'Est sur Sir Bani Yas
Le monastère de l'église de l'Est sur l'île de Sir Bani Yas est un site archéologique des Émirats arabes unis découvert en 1992. L'importance de ce site tient à la preuve de la présence du christianisme aux Émirats arabes unis à l'époque préislamique. Considérée comme nestorienne, la communauté chrétienne s'est maintenue pendant au moins un siècle après l'arrivée de l'islam ,.
En 1992, les vestiges d'un ancien bâtiment enterré sur le côté est de l'île de Sir Bani Yas ont été mis au jour et, grâce à de nouvelles fouilles, il a été découvert qu'il s'agissait d'une église du VIIe siècle appartenant à un monastère chrétien oriental qui a fonctionné pendant 150 ans,,. Le site se compose d'une église, d'un monastère et d'une série de maisons avec cour, comprenant des dortoirs, une cuisine, des cellules et des lieux de sépulture datant des VIIe siècle et VIIIe siècle de notre ère. On estime que le monastère a abrité entre trente et quarante moines. Le complexe a été construit autour de la seule sépulture trouvée sur le site. Les découvertes archéologiques, notamment des objets en verre et en céramique, indiquent un contact avec Bahreïn, l'Inde et l'Irak. Le site fait partie d'une série de complexes chrétiens à travers la région du golfe Persique, y compris le Koweït à la fois à Akkaz et à Al Qusur sur l'île de Failaka, à Kharg sur la côte iranienne et dans la province orientale de l'Arabie saoudite à Jubail.
En 1995, un directeur de site du projet de fouille a découvert une croix chrétienne sous la forme d'un petit morceau de plâtre, l'identifiant comme un site chrétien en le comparant à d'anciennes églises connues ailleurs dans la région du golfe Persique. Les évaluations de l'équipe chargée de fouiller l'ancien monastère chrétien ont conclu que le site abritait, à une certaine époque, une trentaine de moines de l'Église d'Orient . Des décorations en stuc ont été trouvées, notamment des croix nestoriennes et des motifs de vigne et de volutes.
Le complexe est le plus ancien site chrétien des Émirats arabes unis.

## Autres sites paléochrétiens aux Émirats arabes unis
En 2000, d'autres vestiges ont été découverts sur l'île de Marawah, avec une église similaire à celle de Sir Bani Yas.
En 2022, un monastère a été découvert à Jazīrat as Sīnīyah.